# Bitterfelder Weg
Bitterfelder Weg var en idé om att utveckla den socialistiska kulturpolitiken i Östtyskland och att skapa en socialistisk nationalkultur. Idén gick i praktiken ut på att författarna skulle skildra vardagslivet i fabrikerna genom att själva arbeta i dem och spegla den socialistiska vardagen i Östtyskland (socialistisk realism). Gapet mellan kulturen och folket skulle minskas och både konstnärernas och arbetarnas vyer skulle vidgas inom ramen för socialismen i Östtyskland. En annan målsättning var att uppdelningen mellan yrkeskonst och amatörkonst skulle upphöra.
Namnet kommer från en författarkonferens som hölls vid VEB Chemiekombinat Bitterfeld i Bitterfeld 24 april 1959. En andra konferens ägde rum i Bitterfeld 1964 men redan 1965 lades projektet de facto ner då det inte lyckats med sina mål.
Viljan bland konstnärerna att delta i produktionen för att vidga sina erfarenheter var inte så stor som man hade hoppats på. Många konstnärer befarade dessutom att deras arbete skulle utnyttjas i partiets propaganda och de ville behålla konstens kritiska funktion och andra samhälleliga uppgifter utan styrning ovanifrån. Konstnärer som kom i konflikt med partilinjen var till exempel Peter Hacks, Christa Wolf och Stefan Heym. Trots den anbefallda "Bitterfelder"-vägen grundades tidigt även alternativa gallerier.